# 962

## Evenimente
- Încoronarea regelui german Otto I ca împărat roman de către papa Ioan al XII-lea. Renașterea titlului imperial roman în vestul Europei.

## Nașteri
- dată necunoscută: Rogneda de Poloțk  (d. 1000)
- dată necunoscută: Vilhelm de Volpiano  (d. 1031)

## Decese
- dată necunoscută: Indulf al Scoției  (n. ?)
- dată necunoscută: Ordono al IV-lea de Leon  (n. 925)
- 1 ianuarie: Balduin al III-lea de Flandra  (n. 940)